# Sander L. Gilman
Sander L. Gilman (* 21. Februar 1944 in New York) ist ein US-amerikanischer Germanist und Historiker.
Gilman ist bekannt für seine zahlreichen Publikationen zur deutschen Literatur seit dem 18. Jahrhundert, zu Themen der Kultur-, Sexologie- und Psychiatriegeschichte, zur Judaistik sowie zur Antisemitismus- und Rassismusforschung.

## Akademische Laufbahn
Sander Gilman studierte Germanistik an der Tulane University und im Anschluss daran in München und West-Berlin. 1968 wurde er an der Tulane University promoviert. Es folgten Professuren an Cornell University von 1969 bis 1995, University of Chicago von 1994 bis 2000, University of Illinois at Chicago von 2000 bis 2004 und St. Anne’s College Oxford von 2004 bis 2005. Seit 2005 ist Gilman Distinguished Professor of the Liberal Arts and Sciences an der Emory University Atlanta.
Neben Gastprofessuren im In- und Ausland ist er Mitglied in zahlreichen akademischen Gremien und Institutionen.
Im Jahre 2010 gab er zusammen mit dem koreanischen Regisseur Jeongwon Joe das Buch Wagner & Cinema bei der Indiana University Press, Bloomington, heraus (ISBN 978-0-253-22163-6).

## Publikationen (Auswahl)
- Jüdischer Selbsthaß. Antisemitismus und die verborgene Sprache der Juden. Frankfurt am Main 1993.
- Freud, Identität und Geschlecht. Aus d. Amerik. v. H. J. Bußmann. Frankfurt am Main 1994.
- Die schlauen Juden. Über ein dummes Vorurteil. Hildesheim 1998, ISBN 3-546-00127-3.
- Jurek Becker: Die Biographie. Ullstein Verlag, München 2002, ISBN 3-550-07559-6.
- Die jüdische Nase: Sind Juden/Jüdinnen weiß? Oder die Geschichte der Nasenchirurgie. In: Maureen Maisha Eggers, Grada Kilomba, Peggy Piesche, Susan Arndt (Hrsg.): Mythen, Masken und Subjekte. Kritische Weißseinsforschung in Deutschland. Münster 2005, ISBN 3-89771-440-X.
- Jews on the Move. Modern Cosmopolitanist Thought and its Others. Herausgegeben zusammen mit Cathy Gelbin, Taylor & Francis, 2018, ISBN 978-1-138-55530-3.
- Gebannt in diesem magischen Judenkreis. Essays. Aus dem Englischen übersetzt von Thomas Stauder, Wallstein, Göttingen 2022, ISBN 978-3-8353-5170-7.

## Preise
- 1997: Alois-Mertes-Preis des Deutschen Historischen Instituts Washington
- 1998: Humboldt-Forschungspreis
- 2016: Mitglied der American Academy of Arts and Sciences[1]